# Маюрово
Маюрово — село в Сузунском районе Новосибирской области России. Административный центр Маюровского сельсовета.

## География
Площадь села — 56 гектаров.

## Население
| 2002 | 2007 | 2010 |
| ---- | ---- | ---- |
| 561  | ↗599 | ↘482 |

## Инфраструктура
В селе по данным на 2007 год функционирует 1 учреждение здравоохранения и 1 учреждение образования.